# Rettegés
A rettegésnek két altípusát különböztetik meg: a horrort és a terrort. Ez egy irodalmi és pszichológiai különbségtétel, mely különösen a gótikus irodalmi művekre, illetve a kitalált horrorisztikus történetekre igaz. A terror általában egy erős félelemérzet és előhatás, amely megelőzi a későbbi horrorisztikus tapasztalatot. Ezzel ellentétben, a horror egy olyan ellenérzés amelyik általában egy ijesztő látványt, hangot vagy valamilyen tapasztalatot követ. Ez egy olyan érzés, amely valamilyen szörnyű felismerést vagy kellemetlen tapasztalatot követ. Más szavakkal, a horror jobban kapcsolódik a sokkhoz és a ijedelemhez, míg a terror jobban kapcsolódik a feszültséghez és az abból fakadó félelemhez. A horrort a terror és az azzal kapcsolatos ellenérzés kombinációjaként is leírják.

## Könyvek és kiadványok a témában
- Steven Bruhm (1994) Gothic Bodies: The Politics of Pain in Romantic Fiction. Philadelphia: University of Pennsylvania Press.
- Gary Crawford (1986) "Criticism" in J. Sullivan (ed) The Penguin Encyclopedia of Horror and the Supernatural.
- Ann Radcliffe (1826) "On the Supernatural in Poetry" in The New Monthly Magazine 7, 1826, pp 145–52.
- Devendra Varma (1966) The Gothic Flame. New York: Russell and Russell.
- Gina Wisker (2005) Horror Fiction: An Introduction. New York: Continuum.
- Angela Wright (2007) Gothic Fiction. Basingstoke: Palgrave.
- Julian Hanich (2010) Cinematic Emotion in Horror Films and Thrillers. The Aesthetic Paradox of Pleasurable Fear. New York: Routledge.
- Noël Carroll (1990) The Philosophy of Horror: Or, Paradoxes of the Heart. New York: Routledge.

## Fordítás
- Ez a szócikk részben vagy egészben  a   Horror_and_terror című angol Wikipédia-szócikk ezen változatának fordításán alapul.  Az eredeti cikk szerkesztőit annak laptörténete sorolja fel. Ez a jelzés csupán a megfogalmazás eredetét és a szerzői jogokat jelzi, nem szolgál a cikkben szereplő információk forrásmegjelöléseként.